# Catasetum lindleyanum
Catasetum lindleyanum är en orkidéart som beskrevs av Rudolf Mansfeld. Catasetum lindleyanum ingår i släktet Catasetum och familjen orkidéer.
Artens utbredningsområde är Colombia. Inga underarter finns listade i Catalogue of Life.